# Carlos Aquino
Carlos Alberto Aquino Rodríguez es un economista, investigador y catedrático peruano especializado en economía internacional y Asia-Pacífico. Es uno de los principales expertos latinoamericanos en estudios asiáticos, principalmente sobre economía asiática, China y Japón. Así también, es el primer traductor oficial de idioma japonés en el Perú. Fue hasta 2017 director del Instituto de Investigaciones Económicas de la Universidad de San Marcos, así como director fundador del Grupo ASIA. Actualmente es catedrático principal de la Facultad de Ciencias Económicas y director-coordinador del Centro de Estudios Asiáticos de la referida universidad.

## Biografía
Estudió economía en la Universidad Nacional Mayor de San Marcos, Perú. Posterior a ello, estudió idioma japonés en la Universidad de Estudios Extranjeros de Osaka, y luego su maestría y doctorado en la Universidad de Kobe, Japón, donde se graduó como experto en comercio internacional. Se especializó en las áreas de economía internacional, economía asiática, economía latinoamericana y economía del desarrollo. En 1993 se convirtió en el primer traductor oficial (juramentado) de idioma japonés en el Perú. Ha sido docente en el Centro de Estudios Orientales de la Pontificia Universidad Católica del Perú (1994-2009),  y en la Universidad Ricardo Palma (2005-2008). Regularmente es profesor visitante e investigador en universidades de Asia, como: Universidad Tohoku Gakuin, Universidad Nacional de Yokohama, Universidad Nacional Chung Hsing, Universidad Tamkang, entre otras.
En el 2011 fue director del Instituto de Investigaciones Económicas de la Universidad Nacional Mayor de San Marcos. Entre 2011 y 2012 ocupó el cargo de coordinador principal de la Red Peruana para Estudios del Asia Pacífico (REDAP). En el 2012 fue condecorado con el premio "Canciller del Japón" por su constante labor en estrechar los lazos de cooperación entre Perú y Japón. Actualmente es catedrático en la Facultad de Ciencias Económicas de la Universidad de San Marcos (desde 1996), así como chairman del "Vision Group" del Foro de Cooperación de América Latina y el Caribe (FOCALAE). Ha publicado regularmente en diarios y revistas especializadas de Perú y Asia, como: El Comercio, El Peruano, China Daily, Noticias Nippon, además de otros de índole internacional tales como CNN en español y BBC Mundo. De mayo del 2014 al 2017 ocupó nuevamente el cargo de director del Instituto de Investigaciones Económicas de la Universidad de San Marcos. Actualmente es director-coordinador del Centro de Estudios Asiáticos de la referida institución.

## Obra
Algunas de las publicaciones de Aquino son:
- El Perú y los japoneses: Economía, Diplomacia, Inmigrantes japoneses. Centro Internacional de Nagoya, Japón (1993, en japonés).
- Relaciones Perú-Japón: Diplomacia, Inmigración, Economía y Política. Fundación Matsushita, Lima (1994, en español).
- Introducción a la Economía Asiática: El Desarrollo Económico del Asia Oriental y lecciones para el Perú. Universidad Nacional Mayor de San Marcos, Lima (2000, en español).
- Relaciones del Perú con el Asia Oriental: situación actual y políticas para hacer más provechosos esos vínculos, capítulo del libro: Desarrollo, integración y cooperación en América Latina y Asia-Pacífico: Perspectivas y rol de Japón. Instituto de Estudios Peruanos, Lima (2017, en español).
- Revista de Estudios Peruanos del Asia-Pacífico. Universidad Nacional Mayor de San Marcos, Lima (2017, en español).

## Premios y distinciones
- Premio "Canciller de Japón" (2012).
- Orden del Sol Naciente: 4ª Clase, Rayos de oro con Rosetón (2019).
- Medalla "Bruno Moll" (2019), Facultad de Ciencias Económicas de la Universidad Nacional Mayor de San Marcos.